# Opatovce
Opatovce (em húngaro: Vágapáti) é um município da Eslováquia, situado no distrito de Trenčín, na região de Trenčín. Tem 2,9 km² de área e sua população em 2018 foi estimada em 422 habitantes.

## Demografia
| Ano:        | 1994 | 2004   | 2014   | 2024   |
| ----------- | ---- | ------ | ------ | ------ |
| Broj ljudi: | 407  | 395    | 401    | 433    |
| Razlika:    |      | -2,94% | +1,51% | +7,98% |

| Ano:               | 2023 | 2024   |
| ------------------ | ---- | ------ |
| Número de pessoas: | 432  | 433    |
| Diferença:         |      | +0,23% |